# Maria Draskovich von Trakostján
Titre
Épouse du prétendant au trône de Bavière
2 août 1955 – 10 juin 1969
(13 ans, 10 mois et 8 jours)
Maria comtesse Draskovich von Trakostján, née le 8 mars 1904 Vienne (Autriche) et morte le 10 juin 1969 à Wildbad-Kreuth (Allemagne), est devenue par mariage princesse royale de Bavière (Kronprinzessin von Bayern) puis, à la mort de son beau-père, la duchesse de Bavière, consort du prétendant au trône royal de Bavière.

## Biographie

### Famille
La comtesse Maria (Maria Franziska Juliana Johanna, dite Marita) Draskovich von Trakostján est la fille unique de Dionys comte Draskovich von Trakostján (1875-1909), fidéicommissaire de Németújvár/Güssing, chambellan impérial et royal d'Autriche-Hongrie, membre de la chambre des magnats de Hongrie et de la Diète croate, et de la princesse Juliana de Montenuovo (1880-1961),.
Par sa mère, la princesse Juliana de Montenuovo (1880-1961), Maria Draskovich von Trakostján est la petite-fille du prince Alfred de Montenuovo (1854-1927), Grand d'Espagne et Oberhofmeister, l'un des plus hauts fonctionnaires à la cour de l'empereur François-Joseph d'Autriche et petit-fils de l'archiduchesse Marie-Louise d'Autriche (1791-1847), impératrice des Français, et de son second époux le comte Adam von Neipperg (1775-1829).

### Mariage et descendance
Maria Draskovich von Trakostján épouse à Berchtesgaden le 3 septembre 1930 le duc Albert de Bavière (né le 3 mai 1905 à Munich, en Bavière, et mort le 8 juillet 1996 au château de Berg, arrondissement de Starnberg, Haute-Bavière en Allemagne), chef de sa maison en 1955. Leur mariage n'est reconnu comme dynastique que le 18 mai 1949.
Quatre enfants sont issus de ce mariage,, :
1. Marie Gabrielle de Bavière (née à Munich le 30 mai 1931), qui épouse en 1957 le prince Georg von Waldburg zu Zeil und Trauchburg (1928-2015), dont six enfants ;
2. Charlotte de Bavière (née à Munich, le 30 mai 1931 et morte à Isny im Allgäu le 9 janvier 2018), jumelle de la précédente, qui épouse en 1955 le prince Paul de Quadt de Wykradt und Isny (1930-2011), dont quatre enfants ;
3. François de Bavière (né à Munich, le 14 juillet 1933), sans alliance et en couple avec Thomas Greinwald[8], chef de la maison de Bavière depuis 1996 ;
4. Max Emmanuel en Bavière (né à Munich, le 21 janvier 1937), duc en Bavière, adopté en 1965 par son grand-oncle paternel Louis-Guillaume en Bavière (1884-1968). Il épouse en 1967, la comtesse Élisabeth Christine Douglas, née le 31 décembre 1940 à Stockholm, issue d'une famille de la noblesse suédoise d'origine écossaise[9], dont cinq filles.

### Mort et funérailles
Le 10 juin 1969, la princesse Maria Draskovich von Trakostján meurt, à l'âge de 65 ans à Wildbad-Kreuth. Elle est inhumée à l'abbaye d'Andechs en Bavière. Lui survivent ses quatre enfants et douze petits-enfants. Deux ans après sa mort, le duc Albert de Bavière épouse le 21 avril 1971 la comtesse Marie-Jenke Keglevich von Buzin (1921-1983), dont il n'a pas eu d'enfants.

## Honneurs
Maria Draskovich von Trakostján est, :
- Dame noble de l'ordre de la Croix étoilée, Autriche-Hongrie ;
- Dame et grande maîtresse de l'ordre de Thérèse (Royaume de Bavière) ;
- Dame et grande maîtresse de l'ordre de Sainte-Élisabeth (Royaume de Bavière).

## Ascendance
|  |                                                          |  |  |  |  |  |  |  |  |  |  |  |  |
|  | 8. Carl Draskovich von Trakostján                        |  |  |  |  |  |  |  |  |  |  |  |  |
|  |                                                          |  |  |  |  |  |  |  |  |  |  |  |  |
|  |                                                          |  |  |  |  |  |  |  |  |  |  |  |  |
|  | 4. Pál Maria Draskovich von Trakostján                   |  |  |  |  |  |  |  |  |  |  |  |  |
|  |                                                          |  |  |  |  |  |  |  |  |  |  |  |  |
|  |                                                          |  |  |  |  |  |  |  |  |  |  |  |  |
|  | 9. Elizabeta Drašković                                   |  |  |  |  |  |  |  |  |  |  |  |  |
|  |                                                          |  |  |  |  |  |  |  |  |  |  |  |  |
|  |                                                          |  |  |  |  |  |  |  |  |  |  |  |  |
|  | 2. Dionys Maria Draskovich von Trakostján                |  |  |  |  |  |  |  |  |  |  |  |  |
|  |                                                          |  |  |  |  |  |  |  |  |  |  |  |  |
|  |                                                          |  |  |  |  |  |  |  |  |  |  |  |  |
|  | 10. Dénes Festetics de Tolna                             |  |  |  |  |  |  |  |  |  |  |  |  |
|  |                                                          |  |  |  |  |  |  |  |  |  |  |  |  |
|  |                                                          |  |  |  |  |  |  |  |  |  |  |  |  |
|  | 5. Mária Festétics de Tólna                              |  |  |  |  |  |  |  |  |  |  |  |  |
|  |                                                          |  |  |  |  |  |  |  |  |  |  |  |  |
|  |                                                          |  |  |  |  |  |  |  |  |  |  |  |  |
|  | 11. Karolina Zichy de Zich et Vásonkeö                   |  |  |  |  |  |  |  |  |  |  |  |  |
|  |                                                          |  |  |  |  |  |  |  |  |  |  |  |  |
|  |                                                          |  |  |  |  |  |  |  |  |  |  |  |  |
|  | 1. Maria Draskovich von Trakostján                       |  |  |  |  |  |  |  |  |  |  |  |  |
|  |                                                          |  |  |  |  |  |  |  |  |  |  |  |  |
|  |                                                          |  |  |  |  |  |  |  |  |  |  |  |  |
|  | 12. Guglielmo Alberto di Montenuovo                      |  |  |  |  |  |  |  |  |  |  |  |  |
|  |                                                          |  |  |  |  |  |  |  |  |  |  |  |  |
|  |                                                          |  |  |  |  |  |  |  |  |  |  |  |  |
|  | 6. Alfred de Montenuovo                                  |  |  |  |  |  |  |  |  |  |  |  |  |
|  |                                                          |  |  |  |  |  |  |  |  |  |  |  |  |
|  |                                                          |  |  |  |  |  |  |  |  |  |  |  |  |
|  | 13. Juliana Batthyány von Némétujvár                     |  |  |  |  |  |  |  |  |  |  |  |  |
|  |                                                          |  |  |  |  |  |  |  |  |  |  |  |  |
|  |                                                          |  |  |  |  |  |  |  |  |  |  |  |  |
|  | 3. Juliana de Montenuovo                                 |  |  |  |  |  |  |  |  |  |  |  |  |
|  |                                                          |  |  |  |  |  |  |  |  |  |  |  |  |
|  |                                                          |  |  |  |  |  |  |  |  |  |  |  |  |
|  | 14. Ferdinand Bonaventura Kinsky von Wchinitz und Tettau |  |  |  |  |  |  |  |  |  |  |  |  |
|  |                                                          |  |  |  |  |  |  |  |  |  |  |  |  |
|  |                                                          |  |  |  |  |  |  |  |  |  |  |  |  |
|  | 7. Franziska Kinsky von Wchinitz und Tettau              |  |  |  |  |  |  |  |  |  |  |  |  |
|  |                                                          |  |  |  |  |  |  |  |  |  |  |  |  |
|  |                                                          |  |  |  |  |  |  |  |  |  |  |  |  |
|  | 15. Marie Josepha de Liechtenstein                       |  |  |  |  |  |  |  |  |  |  |  |  |
|  |                                                          |  |  |  |  |  |  |  |  |  |  |  |  |
|  |                                                          |  |  |  |  |  |  |  |  |  |  |  |  |